# Rafael Navarro Leal
Rafael Navarro Leal (Cabo Frio, 20 settembre 2001) è un calciatore brasiliano, attaccante del Colorado Rapids.

## Caratteristiche tecniche
È un centrocampista offensivo.

## Carriera
Cresciuto nel settore giovanile di Fluminense ed Atl. Goianiense, nel 2019 viene acquistato dal Botafogo con cui debutta fra i professionisti il 18 gennaio 2020 in occasione dell'incontro di Campionato Carioca perso 1-0 contro il Volta Redonda.
Il 19 gennaio 2022 venne acquistato dal Palmeiras.

## Statistiche
Statistiche aggiornate al 10 ottobre 2023.

### Presenze e reti nei club
| Stagione         | Squadra           | Campionato       | Campionato | Campionato | Coppe nazionali | Coppe nazionali | Coppe nazionali | Coppe continentali | Coppe continentali | Coppe continentali | Altre coppe | Altre coppe | Altre coppe | Totale | Totale | Totale |
| Stagione         | Squadra           | Comp             | Pres       | Reti       | Comp            | Pres            | Reti            | Comp               | Pres               | Reti               | Comp        | Pres        | Reti        | Pres   | Reti   |        |
| ---------------- | ----------------- | ---------------- | ---------- | ---------- | --------------- | --------------- | --------------- | ------------------ | ------------------ | ------------------ | ----------- | ----------- | ----------- | ------ | ------ | ------ |
| 2020             | Botafogo          | A/RJ+A           | 7+7        | 0+2        | CB              | 1               | 0               |                    | -                  | -                  |             | -           | -           | 15     | 2      |        |
| 2021             | Botafogo          | B/RJ+A           | 11+37      | 1+15       | CB              | 0               | 0               |                    | -                  | -                  |             | -           | -           | 48     | 16     |        |
| Totale Botafogo  | Totale Botafogo   | Totale Botafogo  | 62         | 18         |                 | 1               | 0               |                    | -                  | -                  |             | -           | -           | 63     | 18     |        |
| 2022             | Palmeiras         | A1/SP+A          | 10+23      | 0          | CB              | 3               | 0               | CL                 | 10                 | 7                  | Cmc         | 1           | 0           | 47     | 7      |        |
| 2023             | Palmeiras         | A1/SP+A          | 7+3        | 1+1        | CB              | 3               | 1               | CL                 | 3                  | 1                  | SB+RS       | 1+1         | 0           | 18     | 4      |        |
| Totale Palmeiras | Totale Palmeiras  | Totale Palmeiras | 43         | 2          |                 | 6               | 1               |                    | 13                 | 8                  |             | 3           | 0           | 65     | 11     |        |
| 2023             | Colorado Rapids 2 | MNP              | 1          | 0          |                 | -               | -               |                    | -                  | -                  |             | -           | -           | 1      | 0      |        |
| 2023             | Colorado Rapids   | MLS              | 8          | 0          | USOC            | 0               | 0               |                    | -                  | -                  | LC          | 0           | 0           | 8      | 0      |        |
| Totale carriera  | Totale carriera   | Totale carriera  | 114        | 20         |                 | 7               | 1               |                    | 13                 | 8                  |             | 3           | 0           | 137    | 29     |        |

## Palmarès

### Club

#### Competizioni nazionali
- Campeonato Brasileiro Série B: 1

Botafogo: 2021
- Campionato brasiliano: 1

Palmeiras: 2022
- Supercoppa del Brasile: 1

Palmeiras: 2023

#### Competizioni statali
- Campionato paulista: 1

Palmeiras: 2022

#### Competizioni internazionali
- Recopa Sudamericana: 1

Palmeiras: 2022